# Mellicta communis
Mellicta communis är en fjärilsart som beskrevs av Ruggero Verity 1931. Mellicta communis ingår i släktet Mellicta och familjen praktfjärilar. Inga underarter finns listade i Catalogue of Life.